# Vuelo 56 de Azerbaijan Airlines
El vuelo 56 de Azerbaijan Airlines fue un vuelo de pasajeros nacional programado entre Najicheván y Bakú, operado por Azerbaijan Airlines, que se estrelló el 5 de diciembre de 1995, causando la muerte de 52 personas. La aeronave, un Tupolev Tu-134B-3, sufrió un fallo de motor durante el ascenso. Los pilotos realizaron un aterrizaje forzoso que implicó un giro brusco a la derecha para evitar un bloque de apartamentos. El avión se estrelló en las afueras del suroeste de Najicheván, a 3850 m de la pista del aeropuerto.
El accidente se convirtió en el más mortal en la historia de Azerbaijan Airlines. Actualmente, la aerolínea ya no opera el modelo Tu-134.

## Aeronave
El Tu-134B-3 involucrado en el accidente, con número de serie 63383, fue fabricado el 28 de agosto de 1980 y estaba equipado con dos motores turbofán Soloviev D-30. Antes del accidente, la aeronave había acumulado 27.500 horas de vuelo de las 35.000 previstas en su vida útil. Su último mantenimiento se realizó el 25 de julio de 1995, y el 30 de marzo de 1993 se efectuó una reparación no especificada. Los motores habían operado aproximadamente 16.000 horas de las 18.000 asignadas y recibieron mantenimiento por última vez el 27 de noviembre de 1995. El motor n.º 1 (izquierdo) había sido reparado ocho veces, mientras que el motor n.º 2 (derecho) había pasado por cinco reparaciones antes del accidente.

## Accidente
La aeronave despegó de Najicheván a las 17:52 hora local. A una altitud de 60 metros (197 pies) y con una velocidad de 317 km/h (171 nudos; 197 mph), el motor n.º 1 falló. El copiloto, Serguéi Kuliyev, quien estaba a los controles, reaccionó contrarrestando la inclinación hacia la izquierda, pero cinco segundos después, el ingeniero de vuelo, Alexander Sokolov, informó erróneamente que había fallado el motor n.º 2. El capitán, Eduard Hasanov, asumió el control de la aeronave. Sin embargo, debido a la acción del copiloto, el capitán no tuvo la información sensorial necesaria para identificar que el motor fallido era el n.º 1. La aeronave continuó ascendiendo.
El capitán ordenó apagar el motor n.º 2, tras lo cual el ingeniero de vuelo procedió a reducir el acelerador derecho. Sin embargo, advirtió que la potencia del motor que permanecía operativo también estaba disminuyendo. Al intentar restaurar la potencia del motor n.º 2, descubrió que este ya se había detenido por completo. Ocho segundos después, el ingeniero informó que ambos motores habían fallado. La aeronave alcanzó una altitud de 197 metros (646 pies), mientras la velocidad disminuyó a 290 kilómetros por hora (157 ns; 180 mph). El capitán intentó realizar un aterrizaje de emergencia, pero al encontrarse con un bloque de apartamentos, ejecutó un giro brusco a la derecha para evitarlo. El avión se estrelló en un campo con una inclinación de 37 grados a la derecha y una velocidad de descenso de 10 metros por segundo (1969 pies/min). Treinta de las ochenta y dos personas a bordo sobrevivieron al accidente, incluyendo veintiséis pasajeros y cuatro miembros de la tripulación.

## Investigación
Se llevó a cabo una investigación conjunta dirigida por el Comité Interestatal de Aviación de Rusia, el fabricante de la aeronave, el fabricante de los motores y el Ministerio de Seguridad Nacional de Azerbaiyán. Azerbaijan Airlines afirmó que el accidente fue causado por piezas de repuesto defectuosas. La comisión investigadora concluyó que las vibraciones provocaron que las tuercas de los soportes del motor se aflojaran y se cayeran, causando que las turbinas de los motores se desplazaran y resultaran dañadas, lo que finalmente causó el accidente. Sin embargo, el subdirector de Azerbaijan Airlines, Nazim Javadov, señaló que el uso de las piezas defectuosas para las reparaciones había sido autorizado por el fabricante de los motores, la empresa rusa Perm Motors.